# Wereldkampioenschappen schoonspringen 2015 – Landenwedstrijd
De landenwedstrijd tijdens de wereldkampioenschappen schoonspringen 2015 vond plaats op 29 juli 2015 in het Aquatics Palace in Kazan.

## Uitslag
| Rang   | Land                | Namen                                      | Punten |
| ------ | ------------------- | ------------------------------------------ | ------ |
| Goud   | Verenigd Koninkrijk | Tom Daley Rebecca Gallantree               | 434.65 |
| Zilver | Oekraïne            | Oleksandr Horsjkovozov Joelia Prokoptsjoek | 426.45 |
| Brons  | China               | Chen Ruolin Xie Siyi                       | 425.40 |
| 4      | Rusland             | Nadezjda Bazjina Viktor Minibajev          | 418.50 |
| 5      | Frankrijk           | Laura Marino Matthieu Rosset               | 417.20 |
| 6      | Mexico              | Arantxa Chávez Iván García                 | 399.40 |
| 7      | Verenigde Staten    | David Boudia Jessica Parratto              | 395.40 |
| 8      | Italië              | Noemi Batki Michele Benedetti              | 377.05 |
| 9      | Maleisië            | Chew Yiwei Loh Loh Zhiayi                  | 360.50 |
| 10     | Wit-Rusland         | Vadim Kaptoer Alena Chamoelkina            | 352.00 |
| 11     | Duitsland           | Tina Punzel Martin Wolfram                 | 348.95 |
| 12     | Zuid-Korea          | Kim Na-mi Woo Ha-ram                       | 331.95 |
| 13     | Roemenië            | Mara Aiacoboae Cătălin Cozma               | 318.95 |
| 14     | Egypte              | Maha Abdelsalam Mohab El-Kordy             | 310.60 |